# Ulrich Beck
Pour les articles homonymes, voir Beck.
Ulrich Beck, né le 15 mai 1944 à Stolp, aujourd'hui Słupsk en Pologne, et mort le 1er janvier 2015 à Berlin (Allemagne), est un sociologue allemand, enseignant-chercheur à la London School of Economics, auteur de La Société du risque (1986), et de nombreux ouvrages et réflexions sur la gestion et la mitigation politique et économique des risques dans les sociétés occidentales contemporaines.

## Carrière et œuvre
Après des études de sociologie à l'université Louis-et-Maximilien de Munich, il fut doctorant et enseignant-chercheur à la London School of Economics. Il fut également enseignant à la Fondation Maison des sciences de l'homme (FMSH) de l'EHESS à Paris.
Dans La Société du risque (1986), Ulrich Beck constate un changement dans la configuration de la société, en raison du développement industriel et technologique, où la question centrale est désormais la répartition du risque. Il s'interroge également sur une société à venir dans le cadre de la mondialisation où la valeur de l'avenir pourrait être le cosmopolitisme.
Beck insiste en partie sur la tolérance au risque qui, selon lui, en baissant, augmente la demande d'assurabilité. Cependant, prenant l'exemple de l'industrie nucléaire et de la longévité des déchets nucléaires, qui est selon lui mise en avant en raison du changement climatique et de la hausse des prix du pétrole, il critique « les acteurs qui sont censés garantir la sécurité et la rationalité - l'État, la science et l'industrie - » dans la mesure où « ils exhortent la population à monter à bord d'un avion pour lequel aucune piste d'atterrissage n'a été construite à ce jour ».
Selon lui, les choix à faire sont entre des « solutions également dangereuses », mais « dont les risques sont qualitativement trop différents pour être aisément comparés ». Or, précisément, les « gouvernements adoptent [...] une stratégie de simplification délibérée » en présentant « chaque décision particulière comme un choix entre une solution sûre et une solution risquée tout en minimisant les incertitudes de l'énergie nucléaire et en focalisant l'attention sur le changement climatique et la crise pétrolière ».

### Concepts
- « Effet ascenseur » (Fahrstuhleffekt)
- « Société du risque » (Risikogesellschaft)
- « Seconde modernité » (Zweite Moderne)
- « Modernité réflexive » (reflexive Modernisierung)
- « Nationalisme méthodologique » (methodologischer Nationalismus)
- « Cosmopolitisme sociologique » (sozialwissenschaftlicher Kosmopolitismus)

## Positions politiques
Ulrich Beck a exprimé a de nombreuses reprises des positions en faveur d'un État supranational et d'un Parlement mondial. Dans la logique de ces positions, il s'est exprimé dans la presse en faveur de l'approbation de la Constitution européenne proposée au vote des Français en 2005. Il a ensuite déploré « l'insupportable légèreté du "non" de nombreux Européens » et demandé de « voter une seconde fois sur un texte constitutionnel sérieusement raccourci, mais, cette fois-ci, sans que les nations fassent cavalier seul. Il faudrait voter le même jour dans tous les États membres. La règle serait la suivante : si un pays vote contre la Constitution, il accepte que son statut de membre européen soit inférieur ».
En septembre 2010, il participe à la création du Groupe Spinelli au Parlement européen, se prononçant ainsi en faveur d'une Europe post-nationale.

## Publications
- avec Michael Brater et Hansjürgen Daheim: Soziologie der Arbeit und der Berufe. Grundlagen, Problemfelder, Forschungsergebnisse, Rowohlt Taschenbuchverlag GmbH, Reinbek bei Hamburg, 1980
- Risikogesellschaft. Auf dem Weg in eine andere Moderne, Suhrkamp, 1986
- Gegengifte. Die organisierte Unverantwortlichkeit, Suhrkamp, 1988
- avec Elisabeth Beck-Gernsheim: Das ganz normale Chaos der Liebe, Suhrkamp, 1990
- Politik in der Risikogesellschaft. Essays und Analysen, Suhrkamp, 1991
- Die Erfindung des Politischen. Zu einer Theorie reflexiver Modernisierung, Suhrkamp, 1993
- avec Anthony Giddens und Scott Lash: Reflexive Modernisierung. Eine Kontroverse, Suhrkamp, 1996
- Was ist Globalisierung? Irrtümer des Globalismus - Antworten auf Globalisierung, Suhrkamp, 1997,  (ISBN 3-518-40944-1)
- Schöne neue Arbeitswelt. Vision: Weltbürgergesellschaft, Campus, 1999,  (ISBN 3-593-36036-5)
- World Risk Society, Polity Press/Blackwell Publishers, 1999
- avec Elisabeth Beck-Gernsheim : Individualization: Institutionalized Individualism and its Social and Political Consequences, 2002
- Macht und Gegenmacht im globalen Zeitalter. Neue weltpolitische Ökonomie, Suhrkamp, 2002,  (ISBN 3-518-41362-7)
- Der kosmopolitische Blick oder: Krieg ist Frieden, Suhrkamp, 2004
- (avec Edgar Grande): Das kosmopolitische Europa. Gesellschaft und Politik in der Zweiten Moderne, Suhrkamp, 2004, (ISBN 3-518-41647-2)
- Was zur Wahl steht, Suhrkamp, 2005,  (ISBN 3-518-41734-7), Rezension dans le Die Tageszeitung du 16 juillet 2005
- Weltrisikogesellschaft. Auf der Suche nach der verlorenen Sicherheit, Suhrkamp, 2007, (ISBN 978-3-518-41425-5)
- Der eigene Gott. Von der Friedensfähigkeit und dem Gewaltpotential der Religionen, Verlag der Weltreligionen, 2008,  (ISBN 978-3-458-71003-5) [5]
- Die Neuvermessung der Ungleichheit unter den Menschen: Soziologische Aufklärung im 21. Jahrhundert, Suhrkamp, 2008
- Nachrichten aus der Weltinnenpolitik, Suhrkamp, 2010
- avec Elisabeth Beck-Gernsheim : Fernliebe. Lebensformen im globalen Zeitalter, Suhrkamp, 2011
- Das Deutsche Europa, Suhrkamp, 2012

### Traductions en français
- La Société du risque : Sur la voie d'une autre modernité [« Risikogesellschaft »], Aubier, 2001, 521 p. (ISBN 978-2-7007-3679-3)
- Pouvoir et contre-pouvoir à l'ère de la mondialisation [« Macht und Gegenmacht im globalen Zeitalter. Neue weltpolitische Ökonomie »], Aubier, 2003, 561 p. (ISBN 978-2-7007-3688-5); en poche chez Flammarion, Champs-Essais, 2008,  (ISBN 978-2-0812-1888-8)
- « La vérité des autres. Une vision cosmopolitique de l'altérité » traduit de l'anglais par Régine Temam, dans Cosmopolitiques, Éditions de l'aube, Pratiques cosmopolitiques du droit, décembre 2004.
- Qu'est-ce que le cosmopolitisme ? [« Der kosmopolitische Blick oder: Krieg ist Frieden »], Aubier, 2006, 345 p. (ISBN 978-2-7007-3689-2)
- Pour un empire européen [« Das kosmopolitische Europa:Gesellschaft und Politik in der Zweiten Moderne »]  (trad. de l'allemand), Paris, Flammarion, 2007, 412 p. (ISBN 978-2-08-120312-9)
- Non à l'Europe allemande : vers un printemps européen ? [« Das Deutsche Europa »]  (trad. de l'allemand), Paris, Autrement, 2013, 176 p. (ISBN 978-2-7467-3493-7)